# Thomas Schroll
Thomas Schroll (n. 26 noiembrie 1965, Hall în Tirol, Tirol, Austria) este un bober ce a reprezentat Austria, medaliat olimpic. A participat la două ediții ale Jocurilor Olimpice (1992, 1994) în care a câștigat o medalie de aur.

## Participări
Lista de mai jos prezintă principalele competiții la care a participat Thomas Schroll de-a lungul carierei.
- bobsleigh aux Jeux olympiques de 1992[*]